# Ya tiene comisario el pueblo (película de 1936)
Ya tiene comisario el pueblo es una película argentina en blanco y negro dirigida por Eduardo Morera y Claudio Martínez Paiva según el guion de este sobre su sainete homónimo, que se estrenó el 29 de octubre de 1936 y que tuvo como protagonistas a Paquito Busto, Agustín Irusta, Aída Sportelli y Leonor Rinaldi. Basada en un sainete de éxito, incluye alusiones al fraude electoral característico del gobierno del presidente Agustín P. Justo, entonces en el poder.

## Producción
El director de orquesta y productor de cine y teatro Francisco Canaro, uno de los socios de la productora cinematográfica Estudios Río de la Plata compró los derechos de la obra teatral Ya tiene comisario el pueblo de Martínez Paiva que se estaba representando con gran éxito con un elenco encabezado por Paquito Busto e impulsó a la productora para que la filmara bajo la dirección de Eduardo Morera, quien ya había dirigido anteriores filmes del Estudio. El autor Martínez Paiva no quiso hacer la adaptación para la pantalla por lo que le fue encargada a Morera, quien aceptó a regañadientes y comenzó la filmación. Ya avanzado el rodaje, Martínez Paiva usó una excusa para pedir a Morera que suspendiera la filmación que estaba realizando en Chascomús, pero este se negó. Martínez Paiva estaba, en realidad, buscando presionar a la productora para que le pagara los derechos de autor que le debía, y a continuación inició una operación de prensa difundiendo la noticia de la filmación pero omitiendo la mención de Morera. Cuando Morera se enteró, se peleó con Canaro y abandonó la filmación -según Morera faltaban solo dos escenas- que fue terminada por Martínez Paiva y fue así que en los créditos del filme aparecen los dos directores.

## Sinopsis
Algunos romances mientras unos matones intentan dominar un pueblo donde se encuentra un sargento prepotente pero cobarde.

## Reparto
Intervinieron en el filme los siguientes intérpretes:
- Paquito Busto
- Agustín Irusta
- Aída Sportelli
- Leonor Rinaldi
- Roberto Fugazot
- Héctor Quintanilla
- Alberto Puértolas
- Antonio Daglio
- Atilio Supparo
- Elisardo Santalla
- Froilán Varela
- Arturo Arcari
- Totón Podestá
- Luis Cicarelli

## Comentarios
La película tuvo un enorme éxito a pesar de los malos comentarios de los críticos.
Roland opinó en Crítica:

"Está eficazmente depurada la débil trama...se amenguó su faz grotesca y se concedió mayor trascendencia a la parte sentimental...y a las alusiones políticas, que desfilan, mal disimuladas tras un velo de risueña ironía."